# چارلز ادوارد جونز

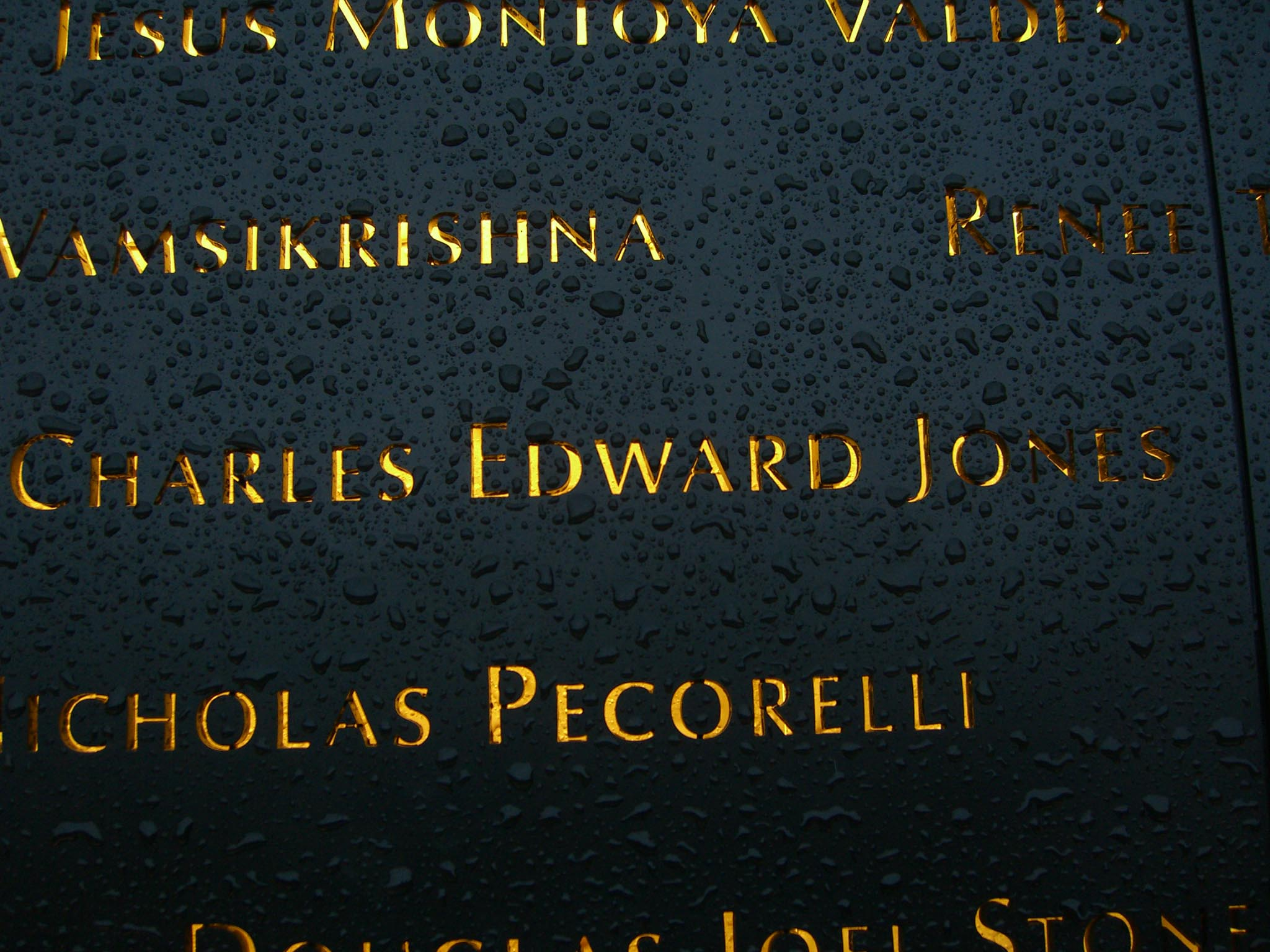
چارلز ادوارد جونز

چارلز ادوارد جونز (به انگلیسی: Charles Edward Jones) فضانورد اهل کشور ایالات متحده آمریکا است که در ۴ نوامبر ۱۹۵۲ میلادی در کلینتون، ایندیانا زاده شد.